# Annopole Nowe
Annopole Nowe [annɔˈpɔlɛ ˈnɔvɛ] est un village polonais de la gmina de Zduńska Wola dans le powiat de Zduńska Wola et dans la voïvodie de Łódź. Il se situe à environ 8 kilomètres au nord-ouest de Zduńska Wola et à 44 kilomètres à l'ouest de Łódź.